# Men.com
Men.com es una productora de pornografía gay y bisexual. Publica sus contenidos en internet y pertenece a la compañía MindGeek, dueña del monopolio de la pornografía por internet. Muchos actores han pasado por la productora, entre los que destacan Bobby Clark, Malik Delgaty, Landon Conrad, Rocco Reed, Paddy O'Brian, Johnny Rapid, Diego Sans y William Seed, entre otros.
El emprendedor Rick Schwartz adquirió el dominio en diciembre de 2003 por 1,3 millones de dólares.

## Historia
El nombre de dominio "Men.com" se compró en 2003, pero el sitio comenzó a operar recién en 2012.
Saltó a la fama en el 2014 con una parodia pornográfica gay de la serie Game of Thrones. Desde entonces, el sitio ha estado haciendo parodias de películas exitosas, especialmente de superhéroes.
Desde octubre de 2015, con la serie "Stealth Fuckers" ("Folladores cautelosos", en español), Men.com comenzó a introducir personajes femeninos en roles no sexuales, creando controversia sobre si las actrices o mujeres en general pertenecen a la pornografía gay. En enero de 2018, Men.com estrenó una controvertida escena que incluía sexo heterosexual, creando así una categoría de "porno bisexual".
En agosto de 2018, Men.com estrenó su primera escena con sexo bisexual MMF (Male, Male, Female (por sus siglas en inglés); "Hombre, Hombre, Mujer" en español), titulada "The Challenge" ("El reto", en español), creando más controversia sobre si este tipo de pornografía pertenecía en un sitio gay. El sitio defendió su escena con el siguiente comunicado:

"Después de preguntar a nuestros usuario qué les gustaría ver, un número sorprendentemente grande de personas pidió una escena completamente bisexual"
Men.com

Arad Winwin, la estrella de la escena y quien se identifica como un hombre gay, se enfrentó a críticas de los fanes por actuar en la escena, algunos inluso acusándole de ser heterosexual, o haberse "convertido" en heterosexual o bisexual. Winwin le comentó al sitio Str8UpGayPorn que:

"Soy un hombre gay...esto fue solo un trabajo y nada más. Nada personal. Estaba trabajando y fue como cualquier otra escena que he hecho"
Arad Winwin

En febrero de 2019, Men.com estrenó "He's Always Hard for Me" ("siempre está duro para mí", en español), la primera del sitio presentando a un hombre transgénero, el actor Luke Hudson, y Dante Colle. En abril, una segunda escena con un hombre transgénero fue estrenada. Algunos fanes se han quejado de la presencia de estos actores en el sitio. Zachary Sires, periodista líder en la escena pornográfica gay, defendió la decisión del sitio como un "movimiento inteligente" que "podría extender el alcance y audiencia de Men.com, que a su vez podría generar mayor tolerancia de hombres transgénero entre la comunidad".
A partir de marzo de 2019, Men.com no presentará más contenido bisexual. Después de que la escena de Arad Winwin "dejara a muchos fans enojados y en completo shock", la compañía MindGeek decidió crear un estudio independiente enfocado en pornografía bisexual, llamado "WhyNotBi.com".

## Modelos populares
| - William Seed - Malik Delgaty - Dante Colle - Diego Sans - Rafael Alencar - Johnny Rapid - Joey Mills - Bo Sinn - Papi Kocic - Kyle Connors - Kaleb Stryker - Arad Winwin - Brandon Cody - Dom King | - Alex Mecum - Paul Canon - Paddy O'Brian - Pierce Paris - Clark Reid - Michael DelRay - Theo Brady - Michael Boston - Felix Fox - J.J. Knight - Bobby Clark - Nate Grimes - Jake Porter - DeAngelo Jackson | - Presley Scott - Ashton Summers - Skyy Knox - Tristan Jaxx - Beaux Banks - Damien Stone - Jason Vario - Clark Delgaty - Kenzo Álvarez - Topher Di Maggio - Myles Landon - Zander Lane - Ty Mitchell - Lance Hart | - Johnny Donovan - Vadim Black - Colby Jansen - Kyle Connors - Jack Hunter - Will Braun - Ryan Bones - Pierre Fitch - Colby Keller - Mason Lear - Jeremy Spreadums - Adrian Hart - Trenton Ducati - Jaxton Wheeler |

## Películas principales
- 2012: Drill My Hole, con Rafael Alencar
- 2012: The Gay Office, con Dean Monroe y Topher DiMaggio
- 2013: Prison Shower, con Rafael Alencar y Johnny Rapid
- 2014: Gay of Thrones, con Colby Keller y Damien Crosse[15][16]
- 2015: Men of Anarchy, con Johnny Hazzard y Paddy O'Brian
- 2016: Batman vs Superman, con Trenton Ducati, Topher DiMaggio y Paddy O'Brian[17][18]
- 2016: X-Men[19]
- 2016: Star Wars[20]
- 2017: Tarzan, con Diego Sans
- 2017: Star Trek
- 2017: Pirates, con Diego Sans, Johnny Rapid y Paddy O'Brian
- 2017: Justice League con Colby Keller, François Sagat y Manila Luzon[21][22][23]

## Premios
| Año  | Premio                 | Categoría                                                                        | Resultado | Ref.   |
| ---- | ---------------------- | -------------------------------------------------------------------------------- | --------- | ------ |
| 2012 | Cybersocket Web Awards | Mejor nuevo sitio de Internet                                                    | Ganador   | [ 24 ] |
| 2015 | Grabbys Awards         | Mejor contenido original en Internet                                             | Ganador   | [ 24 ] |
| 2017 | Cybersocket            | Mejor parodia pornográfica (Batman vs Superman)                                  | Ganador   | [ 24 ] |
| 2017 | Grabbys                | Mejor videografía (Tarzán)                                                       | Ganador   | [ 24 ] |
| 2017 | Grabbys                | Mejor dirección artística (Star Wars)                                            | Ganador   | [ 24 ] |
| 2020 | Str8UpGayPorn Awards   | Best Supporting Actor (Get Your Dick Outta My Son)                               | Ganador   | [ 24 ] |
| 2020 | Str8UpGayPorn Awards   | Favorite Duo (Elevator Pitcher)                                                  | Ganador   | [ 24 ] |
| 2020 | Str8UpGayPorn Awards   | Favorite Group (Men Bang)                                                        | Ganador   | [ 24 ] |
| 2020 | Str8UpGayPorn Awards   | Favortie Gay Porn Studio                                                         | Ganador   | [ 24 ] |
| 2020 | Grabbys Awards         | Best Supporting Actor (The Rental House)                                         | Ganador   | [ 24 ] |
| 2021 | Grabbys Awards         | Best Supporting Actor (Rise of the Sirens)                                       | Ganador   | [ 24 ] |
| 2021 | Grabbys Awards         | Best Gruop (A Tale of Two Cock Destroyers)                                       | Ganador   | [ 24 ] |
| 2021 | Grabbys Awards         | Hottest Bottom (Joey Mills)                                                      | Ganador   | [ 24 ] |
| 2021 | Grabbys Awards         | Best Screenplay (Tom of Finland)                                                 | Ganador   | [ 24 ] |
| 2021 | GAYVN                  | Best Fetish Scene (Tom of Finland: Leather Bar Initiation)                       | Ganador   | [ 24 ] |
| 2022 | Str8UpGayPorn Awards   | PowerBottom of the Year (Joey Mills)                                             | Ganador   | [ 24 ] |
| 2022 | Str8UpGayPorn Awards   | Outstanding Cumshot of the Year (Big Fuck-Up in the Kitchen)                     | Ganador   | [ 24 ] |
| 2022 | Str8UpGayPorn Awards   | Craziest Gay Porn Scene of the Year (The Preggo & The Boys)                      | Ganador   | [ 24 ] |
| 2022 | Str8UpGayPorn Awards   | Best Newcomer (Felix Fox)                                                        | Ganador   | [ 24 ] |
| 2022 | XBIZ Awards            | Gay Site of the Year                                                             | Ganador   | [ 24 ] |
| 2023 | GAYVN                  | Favorite Top (Malik Delgaty)                                                     | Ganador   | [ 24 ] |
| 2023 | GAYVN                  | Favorite Twink (Joey Mills)                                                      | Ganador   | [ 24 ] |
| 2023 | GAYVN                  | Favorite Body (Austin Wolf)                                                      | Ganador   | [ 24 ] |
| 2023 | GAYVN                  | Favorite Creator Site Star (Austin Wolf)                                         | Ganador   | [ 24 ] |
| 2023 | GAYVN                  | Best Bi Sex Scene CINECUM whynotbi.com (Dante Colle, Malik Delgaty & Haley Reed) | Ganador   | [ 24 ] |

## En la cultura popular
En enero de 2015, en medio de diversos escándalos por el mal comportamiento y rebeldía criminal del artista Justin Bieber, el sitio publicó un vídeo a través de su canal oficial de YouTube, donde aparece su actor más famoso, Johnny Rapid, ofreciendo dos millones de dólares estadounidenses por grabar una escena con él.
En julio de 2017, una línea de diálogo de la escena "Private Lessons, Part 3" (después renombrada como "Right in Front of My Salad"), protagonizada por Jaxton Wheeler y Jake Porter, se convirtió rápidamente en un meme de internet. La escena muestra a una mujer cenando antes de darse cuenta de que el cocinero está teniendo sexo con su esposo en la cocina y exclama: "Are you guys fucking? Right in front of my salad?!". El meme "right in front of salad" se usa en respuesta a una publicación que es repugnante o indecorosa.
En un video publicado en Youtube, por el actor Kaleb Stryker reveló que el cantante Shawn Mendes es uno de los términos más buscados en el sitio web de la productora men.com en 2019. En un momento, dice: "What do you think about us giving people what they want?", además de pedirle públicamente permiso al cantante canadiense para hacer escenas donde él interpretaría a Shawn.

## Clasificación
A partir de enero de 2020, Men.com tiene una clasificación de tráfico de 31.083.